# Shunosaurus
Shunosaurus is een geslacht van uitgestorven sauropode dinosauriërs, behorend tot de groep van de Eusauropoda, dat tijdens het Midden-Jura leefde in het gebied van de huidige Volksrepubliek China.
Van de typesoort Shunosaurus lii zijn sinds 1977 veel skeletten ontdekt in de provincie Sichuan. Shunosaurus is de oudste sauropode waarvan bijna alle botten bekend zijn. Het dier had ongeveer de grootte van een Indische olifant. Opvallende kenmerken waren de relatief korte nek en de gepunte staartknots waarmee het zich tegen roofdieren kon verdedigen.

## Vondst en naamgeving
In 1977 bood het zoutmijnmuseum van Zigong studenten de gelegenheid zich te bekwamen in het opgraven en conserveren van fossielen en archeologische vondsten door deelneming aan een trainingscursus. De groep begon te graven in een helling die zojuist doorsneden was door de aanleg van een nieuwe weg bij Dashanpu. Bij toeval ontdekte men een belangrijk skelet van een dinosauriër. Staatsgeoloog Zhuang Peijie werd erbij geroepen om de stratificatie van de vindplaats nader te bepalen, waar een geheel nieuwe fauna aanwezig bleek te zijn.
De typesoort Shunosaurus lii is in 1983 benoemd en beschreven door Dong Zhiming, Zhou Shiwu en Zhang Yihong. De geslachtsnaam is afgeleid van Shu, de oude afgekorte naam van de provincie Sichuan, en het Griekse sauros, hier in de betekenis van 'reptiel'. De soortaanduiding eert de befaamde waterbouwkundige Li Bing die in de derde eeuw voor Christus de provincie Sichuan als gouverneur bestuurde en er een stelsel waterkeringen aanlegde.
Het fossiel, holotype IVPP V.9065, werd gevonden in de onderste Xiashaximiaoformatie die dateert uit het Bathonien – Callovien, ongeveer 165 miljoen jaar geleden. Het bestaat uit een gedeeltelijk skelet zonder schedel en omvat delen van de wervelkolom, het bekken, een linkeronderarm en een linkerachterpoot. Later is er nog een twintigtal andere exemplaren gevonden, inclusief vijf schedels. Belangrijke specimina zijn: T5401: een gedeeltelijk skelet met schedel; T5403: een compleet skelet; T5404: een skelet compleet behalve de schedel en ZG65430: een vrijwel complete schedel en onderkaken. Andere exemplaren, die de opvallende staart tonen, zijn: IVPP V7661, IVVP V7662, ZDM 5006, ZDM 5007, ZDM 5013a, ZDM 5035, ZDM 5047, ZDM 5051 en ZDM 5053, bekendgemaakt in 1989. Tot de vondsten behoren ook skeletten van jonge dieren. Dit alles maakt Shunosaurus tot een van de best bekende leden van de Sauropoda, waarvan vierennegentig procent van alle botten ontdekt zijn, evenveel als bij Diplodocus; alleen van Camarasaurus is het skelet duidelijk completer bekend. Shunosaurus is ook de enige sauropode uit het middelste Jura waarvan we de schedel kennen. Gereconstrueerde skeletten zijn te bezichtigen in het Zigong Dinosaur Museum en in het Beijing Natuurhistorisch Museum.
In 1986 werd in een museumgids van het Zigongmuseum een tweede soort vermeld, Shunosaurus ziliujingensis. Het zou gaan om een wat kleinere vorm, met dunnere tanden en uit oudere aardlagen. De naam komt vermoedelijk uit een niet gepubliceerde dissertatie. Bij gebrek aan een voldoende beschrijving blijft dit een ongeldige nomen nudum.
In 2004 werd een derde soort benoemd: Shunosaurus jiangyiensis.

## Beschrijving

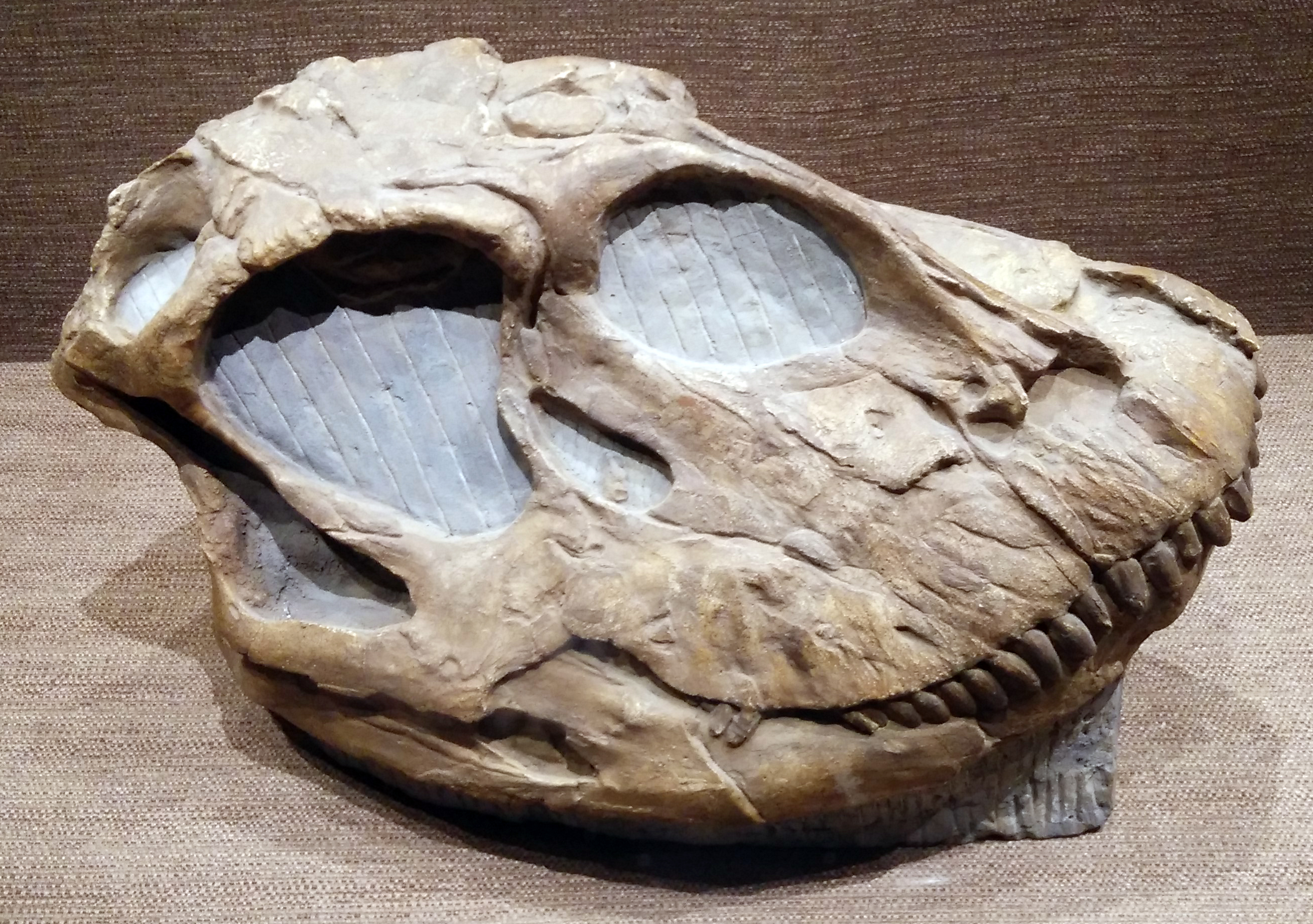
De schedel

Shunosaurus is een tamelijk kleine sauropode. In de oorspronkelijke beschrijving werd zijn lengte geschat op elf meter maar dat was voordat meer volledig materiaal beschikbaar kwam. In 2010 gaf Gregory S. Paul de lengte als 9,5 meter, het gewicht als drie ton.

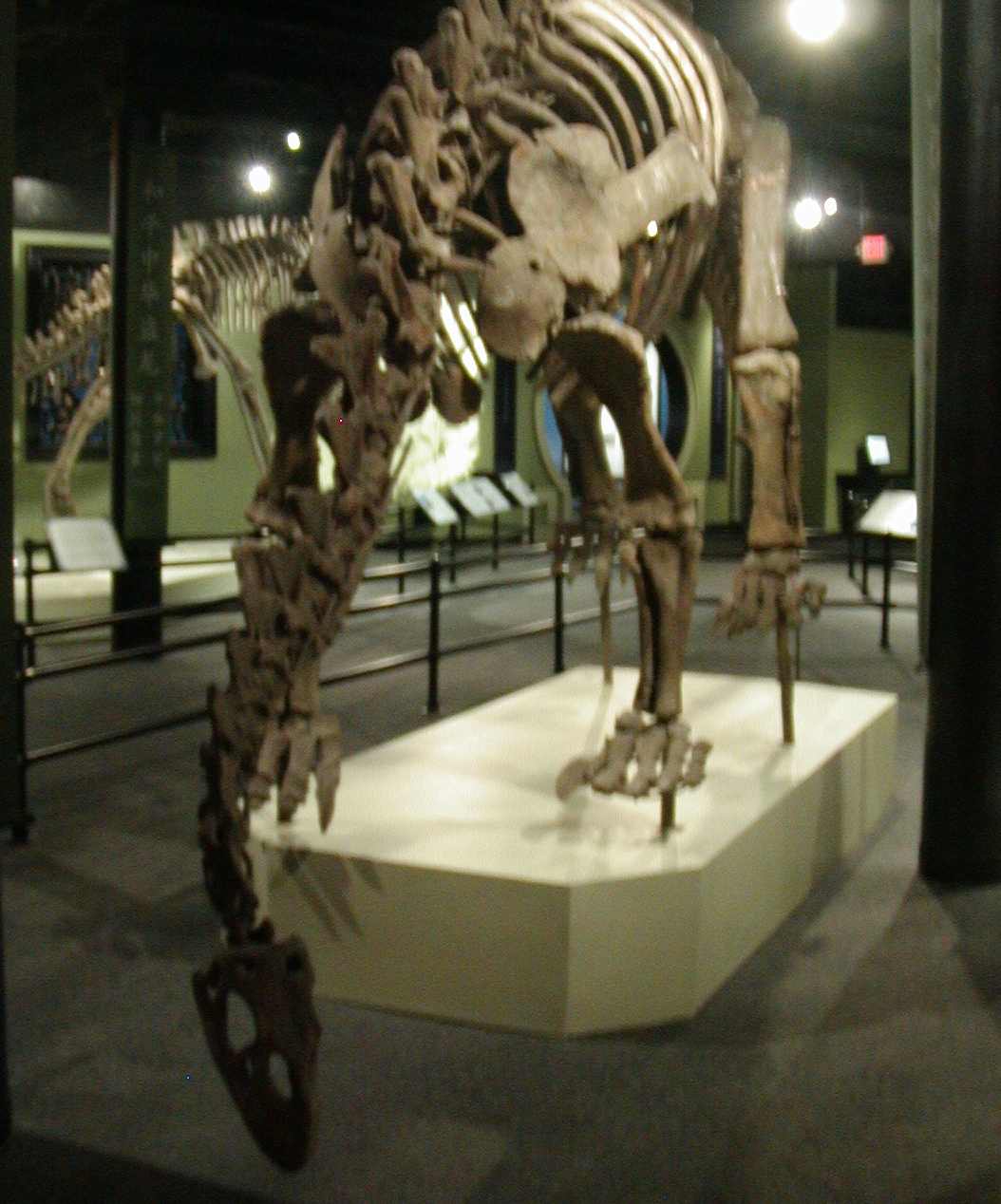
Shunosaurus lii met een kop in een oude, te spitse, reconstructie

Shunosaurus heeft een relatief korte schedel: ongeveer vijftig centimeter lang, twintig breed en met onderkaken veertig hoog. Van boven bekeken is de omtrek ervan volgens de eerste reconstructies van de schedel, gebaseerd op niet in verband liggende of onvolledig geprepareerde schedeldelen, rechthoekig, zodat een brede bek gevormd wordt. Zheng Zhong meende echter in 1996 dat de schedel juist spits en zeer smal was. De kaaklijn buigt daarbij vooraan sterk naar boven, een kromming die niet helemaal gevolgd wordt door de onderkaken. Hierdoor kon een scharende en snijdende beet uitgeoefend worden. Het hiaat vooraan tussen de onderkaken en bovenkaken wordt gevuld door zeer lange tanden. De schedel is akinetisch: de delen konden ten opzichte van elkaar niet bewegen, en monimostylisch: met name het quadratum achter in de schedel was vast vergroeid. De neusgaten zijn erg groot en hooggelegen. Het brein is klein en smal, elf centimeter lang, met een vorm die gelijk is aan die bij de meer basale verwanten binnen de Sauropodomorpha. Er staan vier tot vijf tanden in de praemaxilla en negentien tot eenentwintig in de maxilla. De tanden worden in golven van voor naar achteren om en om vervangen. De tandkronen zijn tot acht centimeter lang.

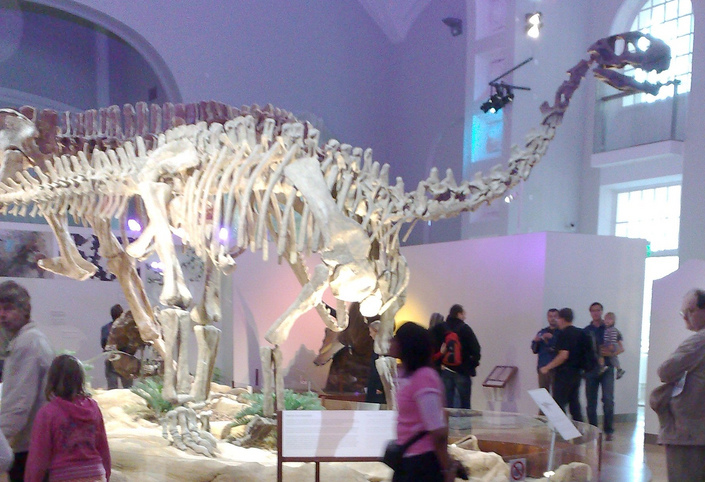
Een skeletmodel

Volgens een studie van Sankar Chatterjee en Zheng Zhong uit 2002 bezit de schedel de volgende unieke afgeleide kenmerken, autapomorfieën: de robuuste tanden tonen een combinatie van een cilindrische en een spatelvormige bouw doordat ze een lange ronde basis hebben maar plat uitlopen; achter de tandenrij loopt de kaaklijn weer omhoog op het punt waar de maxilla en het jukbeen elkaar raken; het quadratojugale vormt een deel van het kaakgewricht; het basisfenoïde, een bot van de hersenpan, heeft een extreem diepe inkeping en wordt niet omhuld door het achterste uitsteeksel van het pterygoïde; het pterygoïde, een bot aan de onderzijde van de hersenpan, was extreem klein en slank met een groeve op de bovenkant en een gevorkte tak die naar het quadratum loopt; de katrolzenuw, de nervus trochlearis, heeft twee uitgangen; de vomer, een been in het verhemelte, raakt de rand van de choanae, openingen tussen de neusholte en de mondholte, niet; de neusgaten bevinden zich even hoog als de oogkassen; het bot achter de oogkas, het postorbitale, heeft een deuk aan de zijkant; de tandenrij van de bovenkaak is bol en die van de onderkaak is hol zodat ze samen werken als een tuinschaar; in het dentarium van de onderkaak staan minstens vijfentwintig tanden; de vervangingstanden groeien aan de buitenzijde van de tanden aan. In zijn dissertatie uit 1996 over dit onderwerp meende Zheng nog een autapomorfie ontdekt te hebben: een uitsteeksel aan de achterkant van de vergroeide voorhoofdsbeenderen zag hij aan voor het postfrontale, een botje waarvan meestal wordt aangenomen dat het bij de Dinosauria verdwenen is; achteraf moest hij deze stelling herroepen.
Shunosaurus heeft twaalf halswervels, dertien ruggenwervels, vier sacrale wervels en ongeveer vijfenveertig staartwervels. Voor een sauropode heeft hij een uitzonderlijk korte nek; alleen die van Brachytrachelopan is korter. De nek is vooral opvallend omdat het beest vrij hoog op de poten staat met een vrij lang dijbeen. Opmerkelijk is ook de staartvorm: de staart eindigt in een beenknots gevormd door de drie uiterste wervels. De wervels vóór de knots zijn klein maar hebben bovenop nog wel doornuitsteeksels die laag en staafvormig zijn. Wellicht droegen die een sterke pees om de knots te laten zwiepen. Misschien ook dat de twee laatste onderaan vergroeid waren om een stijve 'steel' te vormen. Bij de wervel net voor de knots is het doornuitsteeksel veel groter en dit loopt naar achteren schuin omhoog zodat het bovenprofiel overgaat in de voorste wervel van de knots. Die is twee keer zo lang en hoog en klompvormig. Bovenop draagt hij een niet al te scherpe kegelvormige beenpunt, ongeveer vijf centimeter lang, die schuin naar achteren staat. Deze punt maakt geen deel uit van het eigenlijke skelet maar is een huidverbening ofwel osteoderm; hij is niet met de wervel zelf vergroeid. Bij het levende dier werd deze osteoderm vermoedelijk nog verlengd door een hoornschacht. De volgende wervel is het grootst, ongeveer acht centimeter lang en zes hoog en draagt een gelijkvormige punt die echter iets kleiner is. De laatste wervel vormt zelf een scherpe naar achteren gerichte staartpunt; deze is veel kleiner en het kan zijn dat het geen wervel betreft maar nog een osteoderm. De breedste wervel heeft een uitholling waar hij in past. Toen dit alles in 1989 bekendgemaakt werd, was Shunosaurus de enige bekende sauropode met punten op een staartknots; in 2009 is echter Spinophorosaurus beschreven die een gelijksoortige puntige knots had.

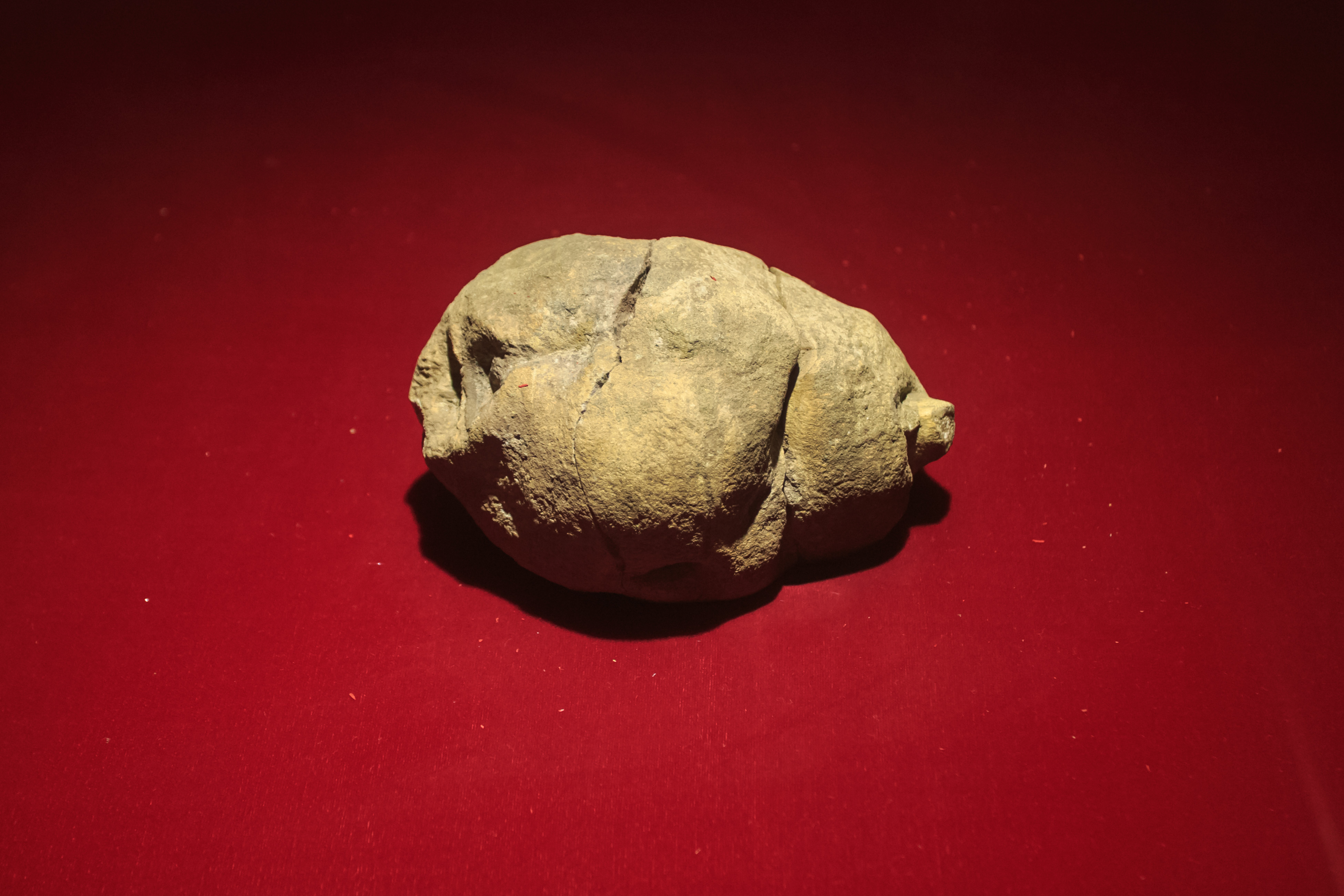
Een staartknots

Anders dan de halswervels hebben de ruggenwervels van Shunosaurus geen pleurocoelen, uithollingen aan de zijkant, en zijn niet gepneumatiseerd: doortrokken van luchtholten. Ze zijn kort en hebben vrij lange doornuitsteeksels. Bij de achterste ruggenwervels is de articulatie met de ribben erg vreemd. De onderste ribkop die met de parapofyse aan de zijkant van de wervel articuleert, overspant twee wervels doordat hij een voorste uitstulping heeft die een speciaal uitsteeksel, de postparapofyse, van de voorliggende wervel raakt. Deze structuur is uniek en dus ook een autapomorfie van Shunosaurus. De functie ervan is onbekend. De middelste staartwervels hebben onderaan gevorkte chevrons.
Een goed voorbeeld van de grote hoeveelheid kennis die we over Shunosaurus bezitten, is de vondst van een sleutelbeen, een bot dat vermoedelijk alle dinosauriërs hadden maar waarvan de aanwezigheid bij maar weinig soorten feitelijk is aangetoond. Het schouderblad van Shunosaurus is erg lang en zwaar gebouwd maar verder tonen de voorste ledematen geen speciale aanpassingen om zich schrap te zetten zodat de staart krachtiger bewogen zou kunnen worden. Het opperarmbeen heeft twee derden van de dijbeenlengte. De duimklauwen zijn erg lang. De formule van de vingerkootjes is vermoedelijk 2-2-2-2-2. In de lange achterpoten heeft bij het holotype het dijbeen een lengte van 125 centimeter, het onderbeen van tachtig centimeter. De voet is breed met krachtige teenklauwen. De formule van de teenkootjes is 2-3-3-3-2.
De jonge dieren verschillen niet veel van de volwassen exemplaren; ook zij hebben al staartstekels. De doornuitsteeksels van hun staartbasis zijn relatief hoger.

## Fylogenie
Shunosaurus werd oorspronkelijk ingedeeld bij de Cetiosaurinae; in 1992 door Dong bij een eigen Shunosaurinae binnen de Cetiosauridae. Paul Upchurch meende in 1995 dat het een lid was van de Euhelopodidae, samen met andere Chinese sauropoden uit de periode. Na een analyse van Jeffrey Wilson uit 2002 wordt Shunosaurus echter meestal geplaatst in een zeer basale positie in de Eusauropoda. Een wel gesuggereerde verwantschap met Rhoetosaurus uit Queensland in Australië wordt slechts zwak door de analyses ondersteund.

## Levenswijze
Shunosaurus deelde zijn leefgebied met andere Sauropoda zoals Datousaurus, Omeisaurus en Protognathosaurus. Zelf was hij een van de meest voorkomende soorten: negentig procent van de dinosauriërskeletten in de Dashanpu is van Shunosaurus. De korte nek wijst erop dat hij zijn voedsel dicht bij de grond of althans in de onderste begroeiingslaag zocht. De mogelijk brede bek toont dat daarbij weinig selectief te werk gegaan werd en grote hoeveelheden materiaal van lage kwaliteit naar binnen werden geslokt. De scharende kaken maakten het mogelijk ook dikkere en grovere delen af te bijten. De andere sauropoden aten wellicht van hogere lagen. Ornithischia als Xiaosaurus, Huayangosaurus, Hexinlusaurus en Agilisaurus aten misschien van lage voedzame planten. Shunosaurus was echter vermoedelijk niet strikt gebonden aan de niche van eter van bodemplanten: de nek was zeer flexibel en kon ook wat hoger reiken en daarbij had het dier zich ook op zijn achterpoten kunnen verheffen om het bereik aanzienlijk te vergroten.
De opvallende puntige staartknots moet ten doel hebben gehad om aanvallers af te weren. In het gebied kwamen de Theropoda Szechuanosaurus zigongensis en Gasosaurus voor. De stekels op de knots waren wel niet heel lang maar dat werd gecompenseerd door de zeer hoge snelheid die een zwiepende beweging van de lange staart eraan kon geven. Omdat ze verticaal stonden, werd kennelijk bij voorkeur de onderkant van het doel geraakt. Gezien de lage massa van de beenknots is het onwaarschijnlijk dat het orgaan diep in de weefsels van een roofdier kon dringen, zoals bij de Thagomizer van de Stegosauria; in plaats daarvan werd een pijnlijke wond toegebracht door de huid open te rijten. Opmerkelijk is dat de volgens Wilson niet nauw verwante Omeisaurus ook een staartknots had, misschien een geval van mimicry: roofdieren leerden de staart te vermijden en dat leidde tot een verhoogde selectiedruk bij andere sauropoden om ook een knots te ontwikkelen. Dat proces zou versterkt kunnen worden door een opvallende kleur of tekening en G.S. Paul heeft eens in een beroemde illustratie Shunosaurus met een hypothetische geel-zwartgestreepte staartpunt afgebeeld. Behalve met de knots kon het dier zich verdedigen met de lange duimklauwen waarvoor het zich ook weer had moeten oprichten.
In 2021 meldde een studie dat jonge dieren onderarmen en onderbenen hadden met botten die meer aan hun uiteinden verbreed waren dan bij volwassen dieren. De groei zou ook na het bereiken van de volwassenheid langzaam zijn doorgegaan.